# Dzong di Simtokha
Il Sangak Zabdhon Phodrang (Palazzo del Significato Profondo dei Mantra Segreti in italiano), noto più semplicemente come Dzong di Simtokha, è un piccolo dzong situato a Simtokha, una piccola località a 5 km a sud di Thimphu, la capitale del Bhutan. Fondato nel 1629 dallo Shabdrung Ngawang Namgyal, è tra i più antichi dzong del paese. Importante monastero buddista in passato, oggi ospita l'Istituto di Cultura e Linguistica dello dzongkha.

## Posizione geografica
Lo dzong si trova in una posizione strategica che si affaccia direttamente sulla valle di Thimphu, non molto distante dal passo Dochula.

## Storia

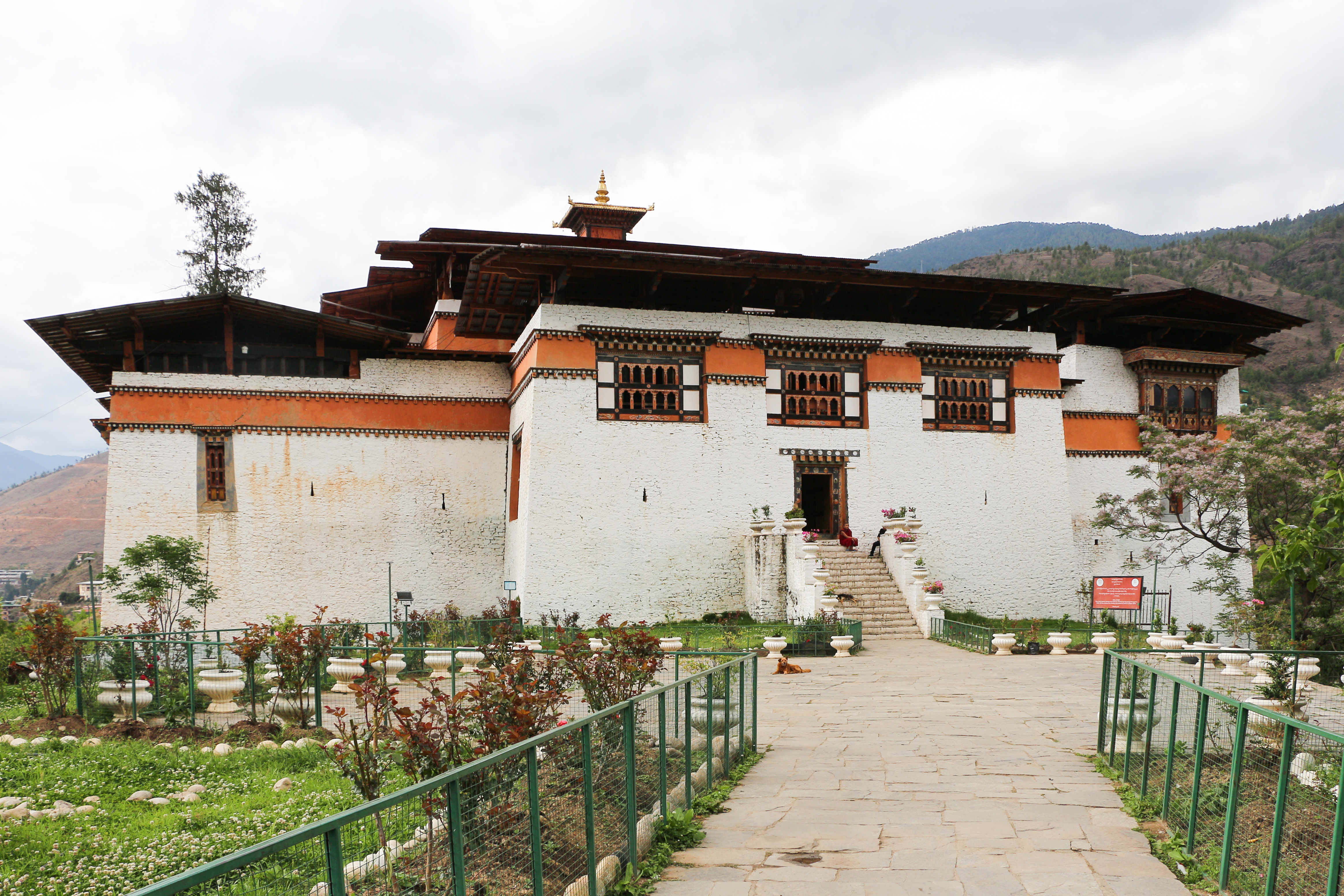
L'ingresso allo dzong

Secondo una leggenda locale, lo dzong fornisce protezione contro un demone che era scomparso in una roccia vicino al sito. Il nome della località (Simtokha) deriverebbe quindi da questo evento e dall'unione delle parole "simmo" (demone donna) e "do" ("pietra").
Da un punto di vista storico, invece, lo dzong di Simtokha, costruito nel 1629 dallo Shabdrung Ngawang Namgyal, è nato come centro monastico e amministrativo, ed è oggi il più antico dzong sopravvissuto fino ad oggi nella sua struttura originale. Nel 1630, l'area intorno all'edificio fu teatro di un duro scontro tra le forze tibetane che tentavano di invadere il Bhutan e le truppe guiate da Namgyal. La battaglia si risolse in favore degli invasori, che però morirono poco dopo a causa del crollo del tetto del monastero. Quattro anni dopo, nel 1634, in prossimità dello dzong ebbe luogo la celebre battaglia dei cinque lama, con cui Namgyal stavolta sconfisse le forze tibetane.
I primi lavori di ristrutturazione e ampliamento dello dzong furono completati nel 1670 da Mingyur Tenpa, il terzo Druk Desi (reggente). Ha subito numerosi restauri anche negli anni successivi ad opera di architetti internazionali, soprattutto giapponesi.
La scuola buddista di linguistica fu fondata nel 1961 come parte dello dzong per volere del terzo Druk Gyalpo, Jigme Dorji Wangchuck, su suggerimento della regina Mayum Choying Wangmo Dorje.
Il 17 agosto 2019 lo dzong ha ospitato per la prima volta nella sua storia un incontro internazionale: il primo ministro bhutanese Lotay Tshering e il primo ministro indiano Narendra Modi si sono incontrati nelle sale dell'edificio per una riunione ufficiale al fine di rafforzare i legame diplomatici tra i due paesi.

## Caratteristiche

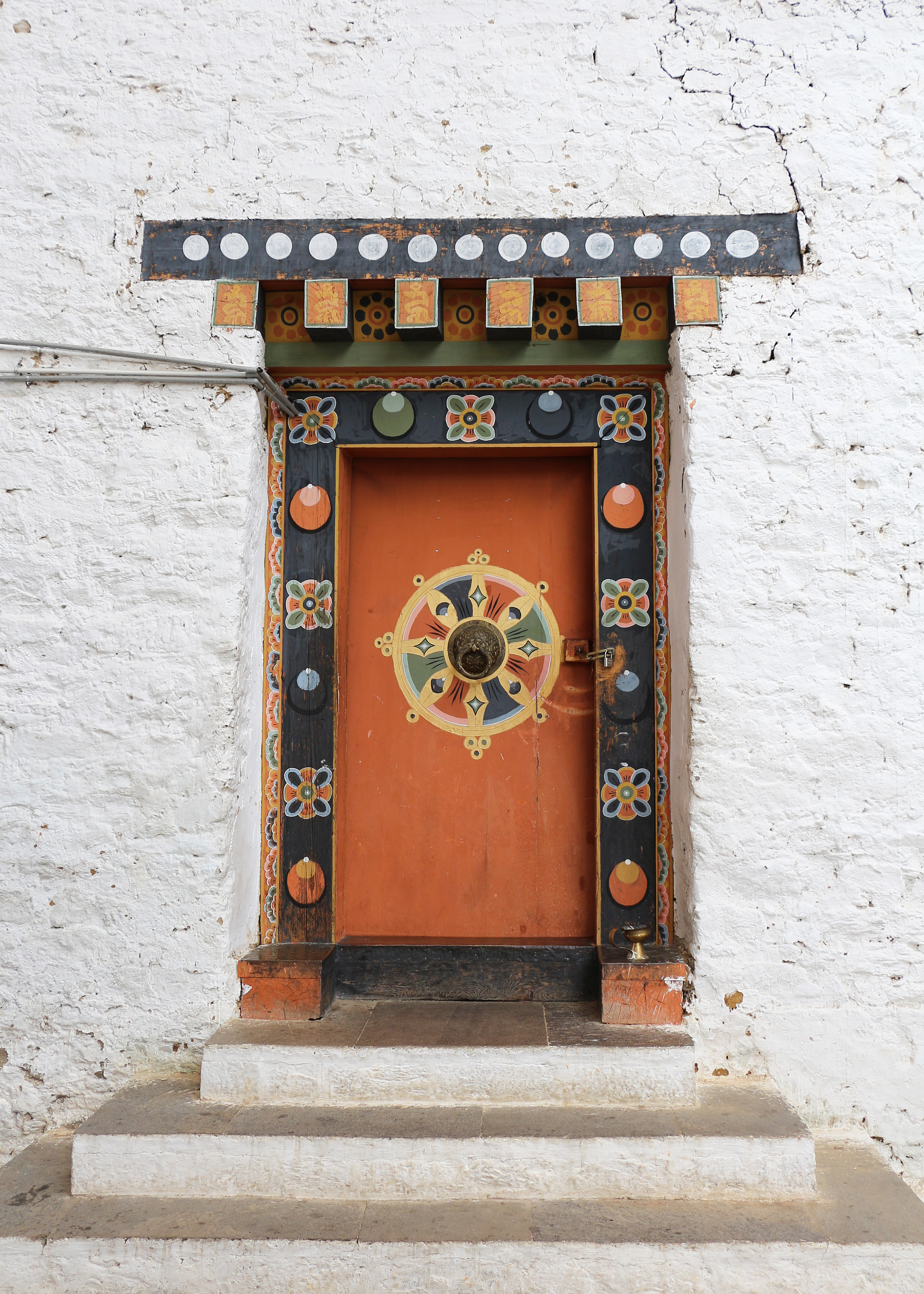
Una porta dello dzong

Lo dzong, che copre un'area di circa 60 m², ha un solo cancello d'ingresso da sud, mentre in passato questo era ad ovest. L'edificio, articolato su tre piani, presenta all'esterno una serie di ruote della preghiera e trecento sculture in ardesia che raffigurano santi e filosofi locali. Il lhakhang principale (una struttura a metà strada tra una cappella e un tempietto interno) presenta una grande immagine di Gautama Buddha, con immagini di otto bodhisattva su entrambi i lati. Ci sono molti dipinti murali scuri all'interno del lhakhang che si dice siano i più antichi del Bhutan. La cappella a ovest presenta invece immagini di Chenrezig Wangchug e un vecchio dipinto di Ngawang Namgyal, restaurato nel 1995 ma oggi nuovamente in condizione precarie. Altre cappelle minori sono dedicate a Mahakala e Palden Lhamo.
Lo dzong di Simtokha presenta inoltre un maṇḍala considerato unico nel suo genere. Si tratta di un cerchio dipinto sul soffitto della sala delle assemblee (Tshogdu), all'interno di un quadrato nella forma di catene montuose con quadrati concentrici gialli. I cerchi al suo interno sono dipinti in diversi colori che rappresentano i dodici mesi dell'anno. Il percorso fatto dal sole durante il proprio moto è dipinto come una linea a forma di ellisse di colore rosso mattone.